# Paratrachysomus huedepohli
Paratrachysomus huedepohli là một loài bọ cánh cứng trong họ Cerambycidae.